# Trubstoff

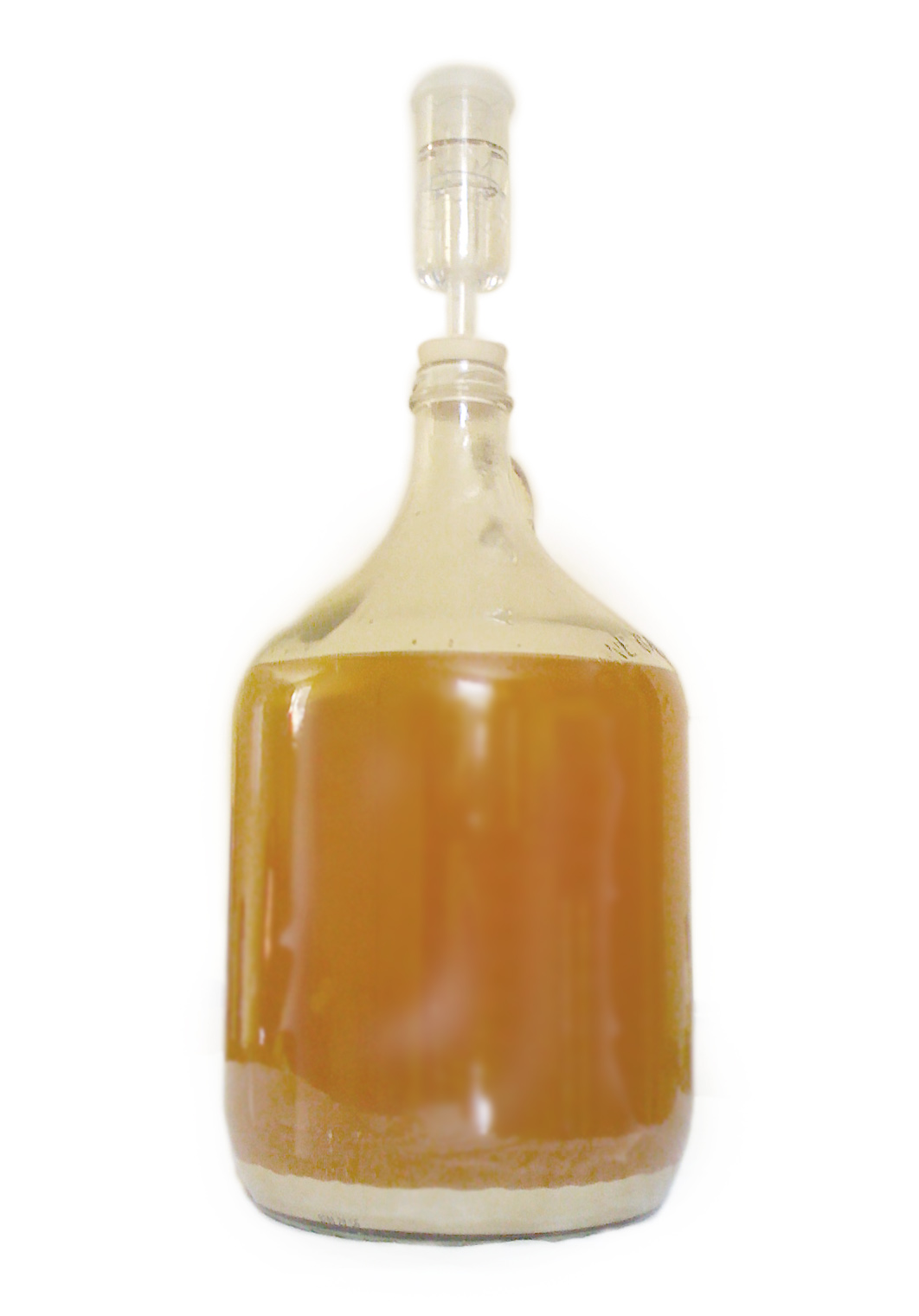
Trubstoff

Als Trubstoff, entsprechend auch Trubstoffe oder Trub, bezeichnet man Schwebstoffe in Getränken auf zumeist pflanzlicher Basis wie Bier, Wein oder Saft.

## Trub
Trubstoffe sind kleinste Partikel (mithin Kristalle, Proteine, Metallkolloide oder Gerbstoffe), die etwa vom Fruchtfleisch oder der Schale der verwendeten Frucht stammen. Auch vergärende Hefekulturen können zu Trub führen. Trubstoffe können insbesondere bei der Vergärung und Reifung von alkoholischen Getränken Einfluss auf den Geschmack nehmen, auch wenn sie im Endprodukt nicht mehr erwünscht sind.

## Qualität
Die Trubstoffe bringen bestimmte sensorische Eigenschaften mit, die sowohl erwünscht als auch qualitätsmindernd im Herstellungsprozess oder im Endprodukt wirken können. Erwünscht sind sie beispielsweise im naturtrüben Apfelsaft oder im Hefeweizen. Dagegen sollte Wein oder Likör im Fertigprodukt klar sein und auch bei Bieren wird meist das klare Produkt bevorzugt. Durch das Marktangebot lehnt der Verbraucher entsprechend trübe Produkte als minderwertig ab. Bei Fruchtsäften stehen gerade die Trubstoffe für die sekundären Pflanzeninhaltsstoffe.

## Schönung
Bestimmte Getränke (besonders Wein) werden grundsätzlich weitgehend von Trubstoffen befreit, da sich hier bei der Lagerung der Trub negativ auswirkt. Dazu dient das Schönen während der Herstellung des Weins. Im Nachhinein kann das Absetzen des Trubs durch verschiedene Klärungsverfahren erfolgen.

## Heißtrub
Als Heißtrub oder Bruch bezeichnet man in der Brauerei das Material, das während der Würzekochung entsteht. Der Bruch besteht hauptsächlich aus denaturierten Verbindungen von Eiweißen an Gerbstoffen und aus Gewebefasern von Hopfentreber. Durch ein Erhöhen der Würzetemperatur auf 100 °C kommt es zu einer Gerinnung der Malzproteine, die vor der Gärung von der Würze abgetrennt werden. Die Gerbstoffe des Malzes sind dabei etwas reaktionsträger als die des Hopfens. Zu Beginn des Würzekochens wird daher die vorher geläuterte Würze wieder trüb. Mit zunehmendem Fortschreiten des Prozesses agglomerieren die zunächst sehr feinen Partikel zu voluminöseren Teilchen.
Die Würze wird nach dem Kochen mit hoher Geschwindigkeit in einen Whirlpool gepumpt. Die schweren Bestandteile sinken durch Rotation zu Boden und formen in der Mitte des Gefäßes einen Heißtrubkegel.